# Козловский, Владимир Николаевич (комбриг)
Владимир Николаевич Козловский (1894, Могилёв — 25 августа 1938, Москва) — российский и советский военачальник, начальник артиллерии  Особой Краснознамённой Дальневосточной армии, комбриг. Расстрелян в 1938 году по «делу Тухачевского». Посмертно реабилитирован.

## Биография
Родился в дворянской семье чиновника почтовой службы. Окончил Могилёвскую гимназию, в 1912 году поступил в Сергиевское артиллерийское училище в Одессе, которое окончил в декабре 1914 года.
Участник Первой мировой войны, командир тяжёлой артиллерийской батареи 10-го отдельного полевого тяжелого артиллерийского дивизиона. В РККА добровольно с 24 мая 1918 года. Принимал участие в боях против войск А. В. Колчака на Восточном фронте и против польских войск под Бердичевым. Член РКП(б) с 1919 года.
С 24 мая 1918 г. младший инструктор мортирной батареи, с 23 июня помощник командира 1-й тяжёлой батареи, с 3 августа командир этой батареи. С 20 октября 1918 г. командир батареи отдельного полевого артиллерийского дивизиона 7-й стрелковой дивизии, с 1 апреля 1919 года на той же должности в 30-й стрелковой дивизии. С 21 марта 1920 года помощник начальника ударной группы 3-й армии, с 24 июня 1920 г. начальник ударной группы. С 1 сентября 1920 г. начальник артиллерии 56-й стрелковой дивизии, затем на той же должности в 8-й стрелковой дивизии, 3-м конном корпусе, штабе 4-й Смоленской дивизии. С 20 апреля 1924 помощник инструктора артиллерии 4-го стрелкового корпуса в Витебске.
С 11 июня 1924 состоял для особых поручений при инспекции артиллерийских и бронесил РККА, с 1 ноября 1925 младший помощник инспектора артиллерии. С 14 декабря 1926 учится на курсах усовершенствования высшего командного состава при Военной академии имени М. В. Фрунзе. С 1 октября 1927 начальник Сумской артиллерийской школы, комиссаром этой школы стал М. А. Буряк-Сокольский (впоследствии бригадный комиссар). Ровно через год становится слушателем Военной академии имени М. В. Фрунзе. С 16 июня 1930 состоял в распоряжении IV управления Штаба РККА. С 28 сентября 1935 начальник артиллерии ОКДВА. С 15 января 1937 помощник инспектора центральной артиллерийской инспекции РККА.
30 ноября 1937 уволен в запас РККА по статье 43 пункту «б» (политическое недоверие). В последнее время проживал в Москве в гостинице ЦДКА (ныне гостиница «Славянка»). Арестован 4 декабря 1937. Внесен в расстрельный список «Москва-центр» от 20 августа 1938 года (список № 2 «Бывш. военные работники)») — «за» 1-ю категорию Сталин, Молотов). Военной коллегией Верховного суда СССР 25 августа 1938 по обвинению в «участии в военно-фашистском заговоре в РККА» приговорён к расстрелу. Приговор приведён в исполнение в тот же день (расстрелян в числе более 94 осужденных). Место захоронения — спецобъект НКВД «Коммунарка». Остались мать, жена и дочь. Определением ВКВС СССР от 18 апреля 1957 посмертно реабилитирован.
Жена — Екатерина Адамовна Козловская (1898 г.р.) в июле 1938 года была осуждена как член семьи изменника Родины к восьми годам лагерей.

### Звания
- штабс-капитан;
- комбриг (28 ноября 1935 года).

### Награды
- Наградные часы — золотые и серебряные.
- Грамота и благодарность окружного исполнительного комитета (1928).